# Mohamed Saqr

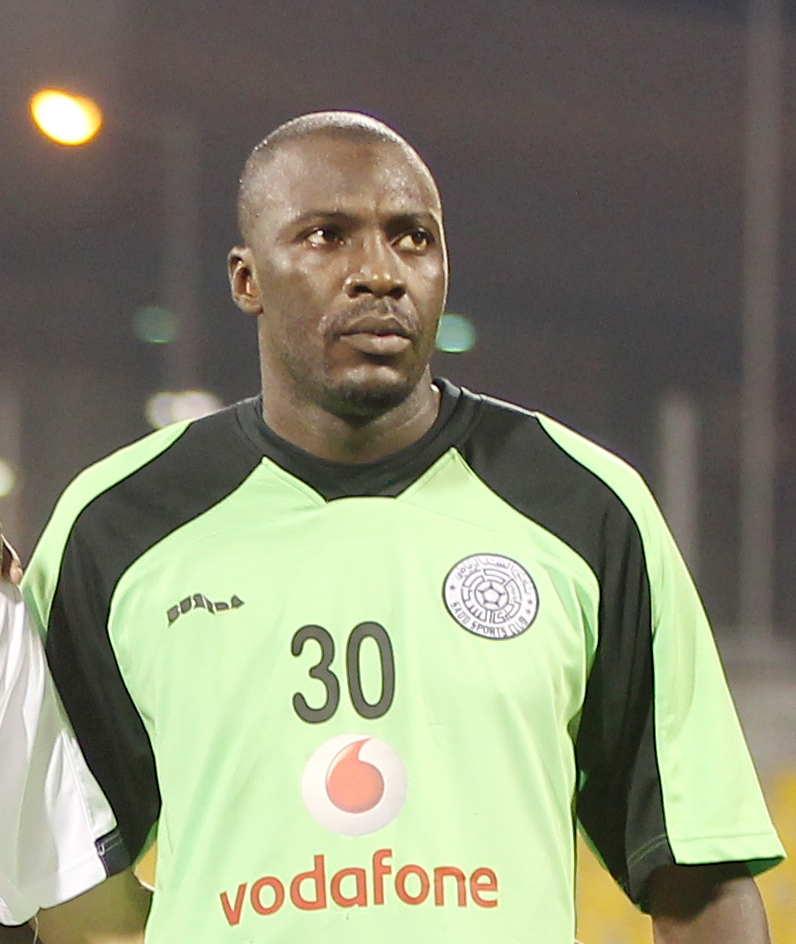
Mohamed Saqr

Mohamed Saqr (Senegal, 17 maart 1981) is een Qatarese voetballer die als keeper voetbalt bij Al-Sadd uit Qatar. Hij was Senegalees maar liet zich naturaliseren tot Qatarees. Hij speelt ook voor het Nationaal elftal van Qatar.

## Clubs
- Al-Khor
- Al-Sadd